# Krzysztof Łągiewka
Krzysztof Łągiewka (23 de enero de 1983, Kolno, Polonia) es un futbolista polaco que jugaba como defensa. 

## Clubes
| Club                  | País           | Año       |
| --------------------- | -------------- | --------- |
| Jagiellonia Białystok | Polonia        | 2000-2002 |
| Skonto Riga           | Letonia        | 2002-2003 |
| FC Shinnik Yaroslavl  | Rusia          | 2004-2005 |
| Krylia Sovetov        | Rusia          | 2006-2008 |
| FC Kubán Krasnodar    | Rusia          | 2008-2009 |
| Krylia Sovetov        | Rusia          | 2010      |
| Arka Gdynia           | Polonia        | 2011-2012 |
| SC Vistula Garfield   | Estados Unidos | 2012-2013 |

## Palmarés
| Título                           | Club*                   | País            | Año  |
| -------------------------------- | ----------------------- | --------------- | ---- |
| Medalla de Plata Eurocopa Sub-16 | Selección Polaca Sub-16 | República Checa | 1999 |

- * Incluye Selección Polaca.

| Título          | Club*       | País    | Año        |
| --------------- | ----------- | ------- | ---------- |
| Virslīga        | Skonto Riga | Letonia | 2002, 2003 |
| Copa de Letonia | Skonto Riga | Letonia | 2002       |